# História naval da China

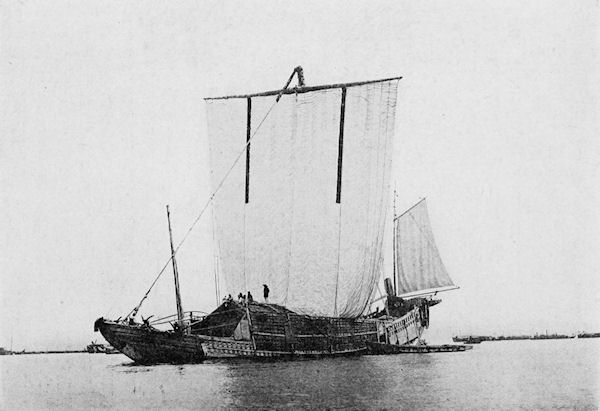
Junco, barco chinês

A história naval chinesa apresenta milhares de anos, com documentações existentes desde a era das Primaveras e Outonos (entre 722 a.C. e 481 a.C.), um período marcado pela descentralização do imperialismo e o consequente aumento da alfabetização, liberdade de pensamento e de avanços tecnológicos.
Apesar da diminuição da pobreza, esse período foi marcado por diversos conflitos internos, espacialmente ligados ao avanço de tribos nômades à região ocidental da China. Somado a isso, os governantes de Chu, uma das quatro principais províncias chinesas, declararam-se reis, numa espécie de movimento tirânico. A partir dai diversas batalhas foram realizadas entre Chu, Qin, Qi  e Ji até uma trégua no ano de 579 a.C. Neste meio tempo, diversas tecnologias foram desenvolvidas para navios de guerra.
A China foi uma das nações pioneiras nas grandes navegações nos séculos XIV e XV, quando engenheiros de navios começaram a construir de forma massiva juncos, navios com lâminas rígidas, diferentemente das velas ocidentais (principalmente portuguesas e espanholas) feitas de pano.

## Dinastia Song e o  comércio marítimo

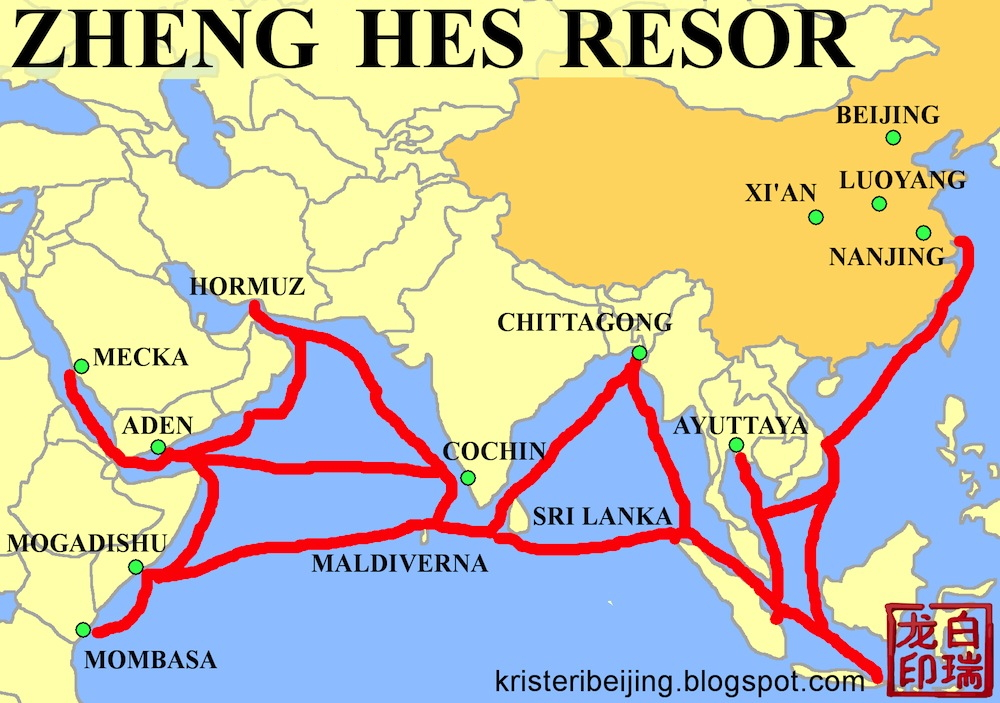
Expedições de Zheng He

Até a Dinastia Tang (que teve seu fim nos anos 900), a China fazia negociações com o exterior exclusivamente em terra. A partir da Dinastia Song do Norte (de 960 até 1127), os chineses passaram a fazer grandes navegações para otimizarem o comércio. O auge das negociatas e navegações se deu na Dinastia Yuan (1206-1368) e perdurou até o século XV.
A mudança dos centros econômicos ao sul do Império Chinês em decorrência do crescimento das economias em torno do delta do Rio Yangtzé e da costa Sudoeste  chinesa proporcionaram ótimas condições materiais para negociações externas à medida que o consumo nessas regiões havia aumentado e a infraestrutura portuária se desenvolvido. O aperfeiçoamento em técnicas de construção naval e a implementação das bússolas favoreceram a existências do comércio externo através dos mares.
Os imperadores mongóis posteriores a Dinastia Yuan chegaram à Índia, Sumatra, Ceilão (Sri Lanka) para comercializaram, geralmente avançando para o Sul. Em nenhum momento os chineses agiram de forma a colonizar as terras que alcançavam. Objetivavam apenas trocar, comprar e vender artigos. Carregavam, em sua grande maioria, seda, objetos de laca e porcelana e trocavam com os árabes e africanos madeiras raras, ervas medicinais e marfim, além de pérolas para a nobreza do Império Chinês.
No Reinado de Yongle (1402-1424), delegações da Inspeção do Comércio Marítimo foram criadas em Fujian, Zhejiang e Guangdong para garantir a competência do comércio externo, criando-se assim um órgão regulador. Na mesma dinastia, os governantes mandavam comissários para os países conectados para persuadirem seus parceiros de negociação e evitavam, assim, uma gestão de controle a ponto de gerar desgastes e poderem trocar produtos.
Em 1403, Nanquim (centro oeste  da China) e Ceilão tiveram em sua rota comercial mais de 300 viagens. As duas cidades ficam a uma distância de quase 5 mil quilômetros e as viagens eram feitas através dos grandes juncos. Não se sabe exatamente o tamanho dos navios chineses, mas descobertas recentes de arqueólogos foram responsáveis pelo resgate de um junco de 90 metros,  quase quatro vezes maior do que a maior embarcação da frota de Colombo que chegou no continente americano em 1492.

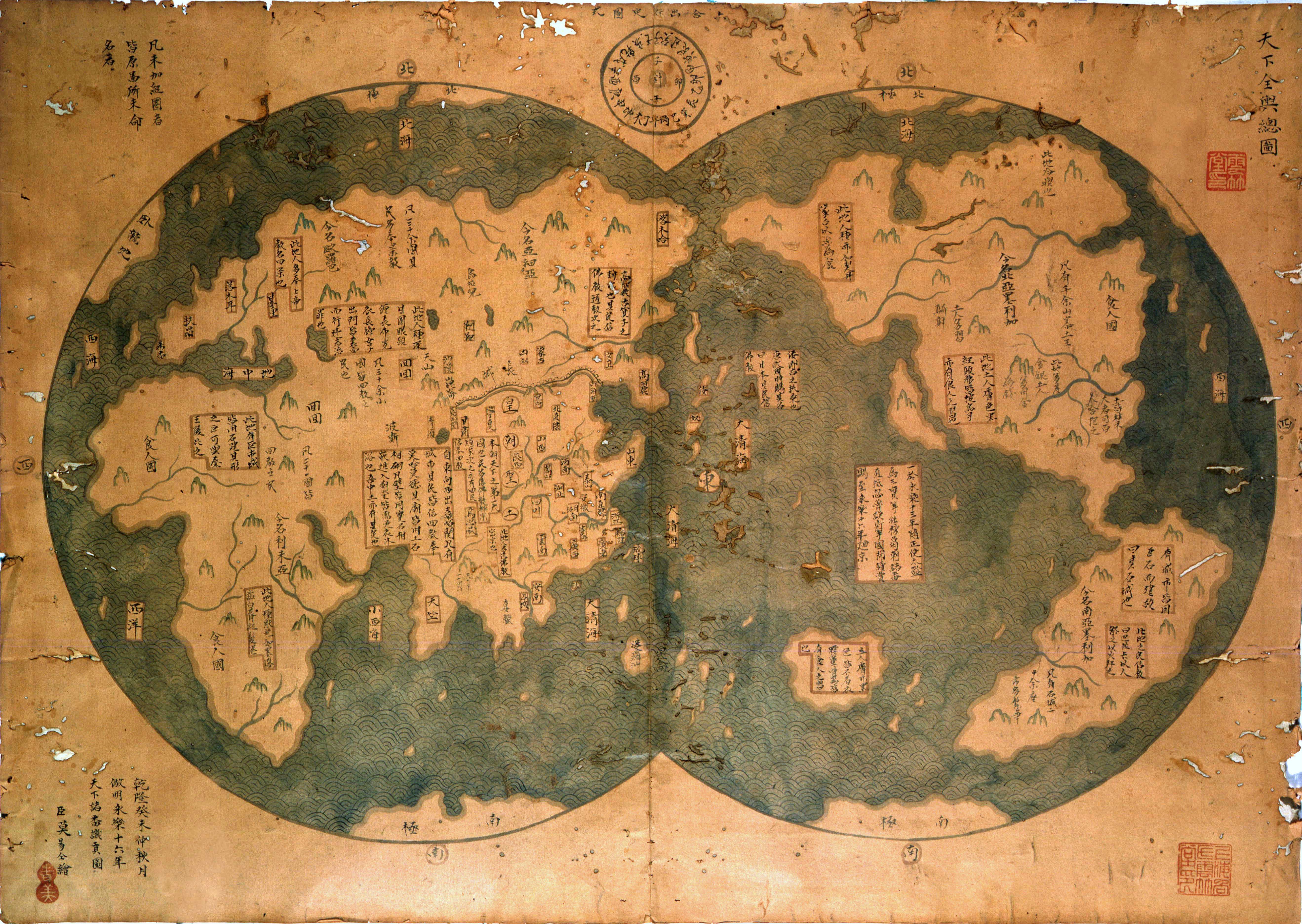
Mapas feitos pelos chineses. Nota-se a América

## Zheng He e suas rotas
Zheng He foi um dos principais exploradores chineses entre 1403 e 1432 e foi responsável por liderar as três primeiras navegações rumo a regiões até então pouco comerciais, como Calecute, no oeste da Índia e restante do sudeste e sul da Ásia. As outras três, caracterizadas como segunda fase, foram para o Oceano Índico e chegaram aos países árabes e às costas orientais do continente africano. Curiosamente Zheng era visto como um almirante e não exatamente como mercador, já que era, à época, um exímio conhecedor dos mares e dos mecanismos de um navio, chegando a desenvolver e construir um estaleiro em Naquim.
A China não tinha interesse em invasões, mas apresentava algumas localizações estratégicas como entrepostos mantidos pelo governo imperial para suas viagens, como foi o caso de Malaca, na Malásia, cidade importante para a ligação com o Oceano Índico e o Mar Meridional da China. Os países recebiam os chineses e negociavam sem alardes. Em muitos casos enviavam comerciantes para as principais cidades chinesas para ampliarem a troca de produtos.
Ao mesmo tempo em que He navegava, o fim do Império Mongol dificultou as trocas comerciais terrestres para os árabes, que já negociavam com os europeus.  O surgimento da indústria naval chinesa ajudou os países árabes a ampliarem a diversidade de suas trocas e alcançarem o sudeste e sul asiático com mais segurança e rapidez.
Apesar da pacificidade nas navegações, muitos historiadores acreditam que Zheng He e suas frotas tinham um fim político muito importante para o imperador Yongle, da dinastia Ming: a melhoria da popularidade e  autoridade de Yongle, que tornou-se imperador após um golpe de Estado em seu irmão e tentava legitimar seus interesses. Com isso, a maioria dos produtos comercializados eram destinados à elite chineses dos países parceiro, com valor de marcado relativamente alto.
A China vivia uma crise política na primeira metade do século XV. A Fazenda Imperial, algo semelhante ao Ministério da Fazenda no Brasil, não acompanhou as demandas internas e o governo imperial não subsidiava com efeito a crescente do comércio marítimo. Um marasmo de críticas surgiu e as altas instâncias do Império se viram na necessidade de interromper as navegações de He no ano de sua morte, em 1432. A China teve em Zheng seu esplendor devido as expedições  e sua decadência após uma crise iminente ser estabelecida, em que os entrepostos comerciais no estrangeiro foram perdidos  e a força naval substancialmente diminuída.
Os subordinados de He escrevias notas sobre as viagens  e relatavam as condições naturais e geográficas, além dos costumes das populações visitadas e dados do comércio interno e externo dos países.

## Volta ao mundo
Em 1421, uma das expedições de Zheng He saiu de Nanquim se dirigiu para um estaleiro em Malaca. Em seguida, a esquadra passou pela Índia, Península Arábica e o Cabo da Boa Esperança antes de ir para o Caribe. Existem historiadores que afirmam, mesmo sem ainda ser comprovado, que os chineses estiveram na América do Sul, inclusive no Brasil, e trocaram objetos com os nativos daqui. Se for verdade, as frotas da China chegaram à América 70 anos antes de Colombo.
A volta ao mundo durou 31 meses e teve outros 4 almirantes eunucos, assim como Zheng He. 130 navios  com mais de 3 mil pessoas passaram pelo Caribe, costa norte-americana, Groenlândia, nordeste brasileiro (1421), além da Austrália e Nova Zelândia.
Os chineses chegaram a avistar a Antártica em expedição que passou pelas costas sulamericanas do Oceano Pacífico e Atlântico. Os almirantes responsáveis pela viagem eram Hong Bao e Zhou Man.